# Jean-Toussaint Desanti
Jean-Toussaint Desanti (Ajaccio, 8 ottobre 1914 – Parigi, 20 gennaio 2002) è stato un filosofo francese.
Di ispirazione marxista, è noto in particolare come filosofo della matematica. La sua opera principale è Les idéalités mathématiques, recherches épistémologiques sur le développement de la théorie des fonctions de variables réelles, edita nel 1968. È conosciuto anche per i suoi scritti di fenomenologia.

## Biografia
Jean-Toussaint Desanti studiò al liceo Thiers di Marsiglia. Ammesso all'École Normale Supérieure nel 1935, si formò in filosofia della matematica sotto la guida di Jean Cavaillès.
Nell'autunno del 1940 si unì alla Resistenza. Divenne successivamente amico di Jean-Paul Sartre e André Malraux, superò il concorso di agrégation in filosofia nel 1942 e aderì al Partito Comunista clandestino dal 1943. Tra gli anni quaranta e cinquanta, egli sostenne che «la scienza proletaria è oggi la vera scienza», e che «i nuovi e moderni Galileo si chiamano Marx, Engels, Lenin e Stalin». Distinguendo tra «scienza borghese e scienza proletaria», Desanti sostenne la diffusione del lysenkoismo, pur assumendo in seguito una posizione decisamente critica nei confronti di questa fase del proprio itinerario filosofico.
Desanti si allontanò dal partito all'età di 42 anni, nel 1956, anno in cui pubblicò Introduction à l'histoire de la philosophie. Negli anni successivi uscirono anche Phénoménologie et praxis (1962, poi ripubblicato con il titolo Introduction à la phénoménologie), Idéalités mathématiques (1968), La philosophie silencieuse ou critique des philosophies de la science (1975), Réflexions sur le temps (1992) e Philosophie : un rêve de flambeur. Conversations avec Dominique-Antoine Grisoni (1999).
Nel corso della sua carriera accademica, Jean-Toussaint Desanti insegnò filosofia all'École normale supérieure di rue d'Ulm e di Saint-Cloud, nonché alla Sorbona. Tra i suoi allievi si possono ricordare Michel Foucault e Louis Althusser, di cui Desanti influenzò fortemente l'impegno politico. Fu inoltre vicino a Jacques Lacan e diresse le tesi di Doctorat d'État di Jacques Derrida (1980), Jacques Rancière (1980) e Souleymane Bachir Diagne (1988).

## Opere
- Introduction à l'histoire de la philosophie, La Nouvelle Critique, Paris, 1956. Ripubblicato come Introduction à l'histoire de la philosophie, seguito da Esquisse d'un second volume, Presses universitaires de France (Quadrige), Paris, 2006.
- Phénoménologie et praxis, Éditions Sociales (Essais), Paris, 1963. Ripubblicato come Introduction à la phénoménologie, Gallimard, Paris, 1976.
- Les Idéalités mathématiques. Recherches épistémologiques sur le développement de la théorie des fonctions de variables réelles, Éditions du Seuil (L'ordre philosophique), Paris, 1968.
- La philosophie silencieuse ou critique des philosophies de la science, Éditions du Seuil (L’ordre philosophique), Paris, 1975.
- Le philosophe et les pouvoirs. Entretiens avec Pascal Lainé et Blandine Barret-Kriegel, Calmann-Lévy, Paris, 1976. Ripubblicato come Le philosophe et les pouvoirs et autres dialogues, Hachette (Pluriel), Paris, 2008.
- Un destin philosophique, Grasset (Figures), Paris, 1982.
- Réflexions sur le temps (variations philosophiques 1). Conversations avec Dominique-Antoine Grisoni, Grasset (Figures), Paris, 1992.
- Philosophie : un rêve de flambeur (variations philosophiques 2). Conversations avec Dominique-Antoine Grisoni, Grasset (Figures), Paris, 1999.
- La peau des mots. Réflexions sur la question éthique. Conversations avec Dominique-Antoine Grisoni, Éditions du Seuil (L’ordre philosophique), Paris, 2004.
- Une pensée captive. Articles de « La Nouvelle Critique » (1948-1956), Presses universitaires de France (Quadrige), Paris, 2008.
- Mathesis, idéalité et historicité, ENS éditions (La croisée des chemins), Lyon, 2015.

Registrazioni
- L'anthologie sonore (enregistrements 1969-2000), tre CD audio, INA et Frémeaux & Associés, Paris, 2009.

Con Dominique Desanti
- La liberté nous aime encore. Avec Roger-Pol Droit, Éditions Odile Jacob, Paris, 2001.